# سدیدالدین کازرونی
علامه سدیدالدین کازرونی، پزشک و دانشمند نامدار سدهٔ هشتم هجری است. اثر مشهور او المغنی فی شرح‌المؤجز نام دارد.

## زندگینامه
سدیدالدین کازرونی زادهٔ شهر کازرون و شاگرد برهان‌الدین نصیری بوده است. وی تمام کتب طب گذشتگان را خوانده بود و نزد تمام طبیبان عصر خود حضور یافته بود.
سال درگذشت او ۱۳۵۷ میلادی ثبت شده است.

## آثار
مشهورترین اثر سدیدالدین به‌نام المغنی فی شرح‌المؤجز شهرت دارد. او این کتاب را با استفاده کتاب قانون در طب اثر ابن سینا و دو شرح مشهور آن از قطب‌الدین کازرونی و ابن نفیس نوشت و از این رو نام آن را مغنی نامید که این کتاب، پزشکان را از مطالعهٔ کتب دیگر بی‌نیاز می‌کرد.
این شرح در چهار بخش تنظیم شده و چون مورد استفادهٔ پزشکان قدیم بوده، امروزه نسخه‌ای از آن در تمامی کتابخانه‌های معتبر موجود است.
یک نسخهٔ خطی آن در سال ۱۲۶۰ هجری توسط محمد افتخارالدین نامی در بدایون هندوستان کتابت شده و امروزه در کتابخانه دانشگاه علوم پزشکی شیراز موجود است. سه نسخهٔ دیگر نیز در کتابخانهٔ مسجد گوهرشاد و یک نسخه نیز در کتابخانهٔ خانقاه نعمت‌اللهی موجود است.
این کتاب بارها در هند به چاپ رسیده است.
محمد اکبر ارزانی، مؤلف کتاب طب اکبری در مقدمهٔ کتاب خود ذکر کرده که در تألیف آن از شرح سدیدالدین کازرونی استفاده کرده است. 
عابد حسین مشهور به عامی، مترجم اهل جونپور، کتاب المغنی فی شرح‌المؤجز را در سال ۱۳۶۲ خورشیدی با عنوان تاج‌العلاج به فارسی ترجمه کرده است. ب‌گفتهٔ سایریل الگود، دکتر تایتلر در ترجمهٔ خود از پزشکی هندی به‌نام حکیم مولوی عبدالحمید نام می‌برد که استاد زبان عربی بود و شرح المغنی فی‌المؤجز، اثر سدیدالدین کازرونی را در سال ۱۸۳۲ میلادی چاپ کرد. این کتاب در سال‌های ۱۲۴۴ و ۱۲۶۱ هجری و ۱۸۳۲ و ۱۸۴۵ به تصحیح مولوی عبدالحمید و غلام مخدوم و مولوی عبدالله در کلکته و در سال‌های ۱۲۶۳ و ۱۲۶۵ هجری در لکنو به چاپ رسیده است.